# Libyana
Libyana (араб. ليبيانا‎) — ливийская компания и оператор мобильной связи, создана в 2004 году. Один из двух операторов мобильной связи, принадлежащих Госкомпании почт и телекоммуникаций(GPTC).
Мухаммед Каддафи, старший сын бывшего ливийского лидера Муаммара Каддафи, был председателем компании. Libyana вошла на ливийский рынок с низкой стоимостью услуг, чтобы конкурировать с ранее появившейся компанией Almadar, которая позже была куплена Госкомпанией почт и телекоммуникаций (GPTC).
В начале ливийской гражданской войны на территориях, занятых повстанцами, коммуникации сети Libyana были отключены для создания повстанческой мобильной сети Free Libyana.

## Стандарты и технологии
- GSM 900
- GSM 1800
- 3G
- 3.5G
- HSDPA